# ALT
Тестова програма за подход и приземяване или ALT (на английски: Approach and Landing Tests Program) е програма за изпитания на космическата совалка в ниските слоеве на атмосферата.

## История
Полетните изпитания по ALT започват през февруари 1977 г. в Центъра за летателни изпитания „Драйдън“ в авиобазата „Едуардс“, Калифорния. До октомври същата година са осъществени пет самостоятелни полета, респ. приземявания, на специално подготвената за тежки летателни апарати писта. Полетните изпитания са осъществени от два екипажа.

## Екипаж

### Първи екипаж
| Пост     | Астронавт                       |
| -------- | ------------------------------- |
| Командир | Фред Хейз един космически полет |
| Пилот    | Чарлс Фулъртън                  |

### Втори екипаж
| Пост     | Астронавт    |
| -------- | ------------ |
| Командир | Джо Енгъл    |
| Пилот    | Ричард Трули |

## Цели на програмата ALT
1. Проверка на съвместимостта между космическата совалка и самолета носител (специално преоборудван от НАСА Боинг 747);
2. Изпитание на летателните характеристики на совалката в долните слоеве на атмосферата;
3. Изпитание на совалката на режим за подход и приземяване;
4. Проверка на интерфейса „човек – машина“.

## Космическа совалка Ентърпрайз
Ентърпрайз (OV – 101) е първата построена космическа совалка. Кръстена е на космическия кораб „Ентърпрайз“ от популярния ТВ сериал „Стар трек“. Совалката няма топлинни щитове и собствени двигатели. Поради това е предназначена само за наземни изпитания. След приключване на полетите по програмата ALT и наземните изпитания на космодрума Кейп Канаверъл е изложена в Националния музей по аеронавтика и въздухоплаване в Хюстън, Тексас.

## Галерия
- Ентърпрайз извършва първия си полет – 18 юни 1977 г.
- Първи самостоятелен полет – 12 август 1977 г.
- Ентърпрайз по време на втория тест – 13 септември 1977 г.

На самолета – носител е увеличена площта на хоризонталния кил за подобряване на попътната устойчивост. Двигателите на совалката са покрити с аеродинамичен обтекател за подобряване на характеристиките при приземяване.